# Calbiga
Calbiga est une municipalité de la province du Samar, aux Philippines.
La ville est célèbre pour les grottes de Langun-Gobingob, le plus grand réseau de grottes des Philippines, réputé pour être le deuxième plus grand d'Asie et le troisième plus grande formation au karstique au monde.
Sa population est de 23 310 habitants au recensement de 2020 sur une superficie de 284 km2, subdivisée en 41 barangays.

## Histoire
En 1649, Calbiga est une annexe ou une visita de Catbalogan ; en 1768, Calbiga est transférée à la juridiction d'Umauas. À l'époque des Jésuites, Calbiga est restée une visita jusqu'en 1772, date à laquelle elle a son premier pasteur résidentiel, le franciscain Fray Miguel Rico (de Jesus), O.F.M.
En 1803, Fray Juan Caballero de Brozas, O.F.M. construit une église en bois mais en 1808, un typhon détruisit cette église qui est reconstruite par le même Fray Brozas. En 1840, la seconde église de Brozas est en mauvais état.
En 1853, Fray Francisco Moreno de Montalbanejo. O.F.M. construit une église en pierre. 
Les Jésuites n'ont pas laissé d'empreinte architecturale permanente dans la ville.
L'actuel « barrio » Binongto-an (qui signifie « une fois une ville ») est le premier établissement de Calbiga. 

### Légende
La légende, telle que rapportée par Atty Singzon , veut que les habitants de Calbiga soient issus de deux frères, Calpis et Bituan. Bituan a établi un village près de l'embouchure de la rivière tandis que Calpis est resté en amont, à l'endroit où se trouve aujourd'hui la ville. Les descendants de Bituan ont ensuite abandonné le village côtier pour rejoindre les descendants de Calpis.

## Barangays
Calbiga est politiquement subdivisée en 41 barangays. .
- Antol
- Bacyaran
- Beri
- Barobaybay
- Binanggaran
- Borong
- Bulao
- Buluan
- Caamlongan
- Calayaan
- Calingonan
- Canbagtic
- Canticum
- Daligan
- Guimbanga
- Hindang
- Hubasan
- Literon
- Lubang
- Mahangcao
- Macaalan
- Malabal
- Minata
- Otoc
- Panayuran
- Pasigay
- Patong
- Barangay 1
- Barangay 2
- Barangay 3
- Barangay 4
- Barangay 5
- Barangay 6
- Barangay 7
- Polangi
- Rawis
- San Ignacio
- San Mauricio
- Sinalangtan
- Timbangan
- Tinago